# Myriochelata
Myriochelata é um clado que reúne as classes Myriapoda e Chelicerata. É o clado irmão do Tetraconata. O clado também pode ser denominado de Paradoxopoda. O táxon é baseado em evidências moleculares e morfológicas.